# Michele Guerrazzi
Michele Guerrazzi (Torre del Greco, 10 ottobre 1971) è un ex pallamanista e dirigente sportivo italiano, Collaboratore  Pallamano Secchia Rubiera.

## Carriera

### Club
Ha iniziato a giocare a Pallamano a Torre del Greco, con l'Olimpia La Salle squadra che militava nel campionato di serie B. All'età di 14 anni, per una serie di eventi economici negativi per la società, si ritrova titolare in prima squadra e da quel momento inizia per lui una lunga carriera nella pallamano nazionale. Nel 1990 passa nelle file dell' HC Gaeta in Serie A fino al 1995 anno nel quale passa alla corte del Prof. Giuseppe Lo Duca al Principe Trieste. Durante quegli anni (1995-2001) si aggiudica 4 Campionati Italiani e 3 Coppe Italia, partecipa ai Mondiali di Kumamoto con la Nazionale nel 1997 e successivamente agli Europei e giochi del mediterraneo dove conquista la medaglia d'argento. Nel 2001 trasferitosi alla Pallamano Rubiera inizia la sua avventura Emiliana, che lo porterà insieme al Rubiera a conquistare l'Handball Trophy nel 2007.

### Nazionale
Nel 1997 si qualifica con la Nazionale Italiana ai Mondiali di Pallamano a Kumamoto nel girone preliminare per i Mondial la Nazionale si ritrova con Slovenia, Svizzera e Austria. L'Italia si comporta egregiamente e dopo la vittoria con un suo goal negli ultimi 7 secondi contro la Slovenia, a Trieste di fronte ad un pubblico di oltre 2000 persone, a Innsbruck la Nazionale batte l'Austria e approda ai Mondiali. Sempre nel 1997 conquista una Medaglia d'Argento ai Giochi del Mediterraneo di Bari in una sofferta partita punto a punto contro la Croazia. Partecipa inoltre a Euro98, disputatosi proprio in Italia.

### Dopo il ritiro
Nel 2012 diventa direttore tecnico delle giovanili del Secchia Rubiera. E allenatore della squadra di A2 dove resterà per 2 anni.
Attualmente collabora con la Pallamano Rubiera..

## Controversie
Il 9 aprile 2011 si rende protagonista  di uno spiacevole episodio: nella gara tra il suo Carpi e l'Apuania Farmigea, dopo due minuti e quarantasette secondi del secondo tempo, Guerrazzi riceve una squalifica per aver colpito l'arbitro, all'età di trentanove anni chiude di fatto la sua carriera.

## Palmares

### Club
- Campionato italiano di pallamano maschile: 4

Principe Trieste: 1995-96, 1996-97, 1999-00, 2000-01
- Coppa Italia (pallamano maschile): 3

Principe Trieste: 1998-99, 2000-01, 2001-02
- Handball Trophy (pallamano maschile): 1

Gammadue Secchia: 2007-08.

### Nazionale
- Giochi del Mediterraneo

Bari 1997: 